# Lolita Jolie
Lolita Jolie, bürgerlich Claudia Cislek (* 1990 oder 1991), ist eine deutsche Sängerin. Sie singt fast ausschließlich in französischer Sprache.

## Leben
Lolita Jolies Interesse an der französischen Sprache entstand durch ihren Großvater, der Franzose ist. Sie wuchs nicht zweisprachig auf, sondern lernte die Sprache in der Grundschule, später am Gymnasium und begann anschließend ein entsprechendes Studium.
Ihre erste Single Joli Garçon brachte sie mit großem Erfolg Mitte 2010 zuerst unter dem Namen Lolita auf YouTube und auf der Future Trance Vol. 53 sowie am 5. September 2010 auch als Download-Single heraus. Trotz oder wegen einiger Fehler im französischen Text des Liedes verbreitete sich das Video in Frankreich und wurde dadurch so populär, dass ihre Debütsingle im Februar 2011 die Top 20 der französischen Charts erreichte. Später änderte sie ihren Künstlernamen in Lolita Jolie aufgrund der Möglichkeit einer Verwechslung mit der Sängerin Lolita. Die Neuveröffentlichung ihrer Debütsingle im deutschsprachigen Raum im Februar/März 2012 kam in die deutschen und österreichischen Charts und belegte Platz 28 der deutschen Dance-Jahrescharts 2011.
Am 30. Januar 2012 folgte die Single La Première Fois, zu der das erste Musikvideo eines deutschen Sängers vollständig in 3D gedreht wurde. Am 20. Juli 2012 brachte sie die Single Non Non Non heraus. Beide konnten sich nicht in den Charts platzieren. 
Lolita Jolie steht bei Planet Punk Music und EMI unter Vertrag.

## Diskografie
Singles
- 2010: Joli Garçon
- 2012: La Première Fois
- 2012: Non Non Non
- 2013: Moi Lolita, I wanna dance with you
- 2014: Mon Chéri, feat. Bacefook
- 2015: Bonjour Madame